# Upplands runinskrifter 90
Runinskrift U 90 är en vikingatida runhäll söder om Säby gård i Järfälla kommun i Uppland. Den ägobetecknande inskriften, som kan vara ett arvsdokument,[källa behövs] lyder enligt nedan:

## Inskriften
Runor: × ᚢᛁᚡᛁᚱᛁᛦ × ᛚᛁᛏ × ᚼᚴᚢᛅ × ᛁᛚᛁ × ᚦᛁᛋᛅ × ᚽᚡᛏᛁᛦ × ᛒᚱᚦᚢᚱ × ᛋᛁᚾ × ᚦᚽᚱᚡ × ᛅᚢᚴ × ᛘᚢᚾᛏᛁ × ᛅᛏ × ᛘᛅᚼ × ᛋᛁᚾ ×. × 
Translitterering av runraden:
× uifiriʀ × lit × hkua × ili × þisa × eftiʀ × brþur × sin × þerf × auk × munti × at × mah × sin ×
Normalisering till runsvenska:
Vifriðr let haggva hælli þessa æftiʀ broður sinn Þerf, ok Mundi at mag sinn.
Översättning till nusvenska:
Vilfrid lät hugga denna häll efter sin broder Tärv, och Munde efter sin svåger.

## Källor

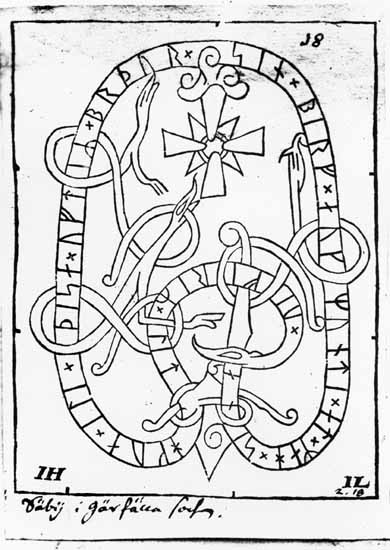
Runinskrift U90, teckning av Johan Hadorph och Johan Leitz, 1682